# Josep Fageda
Fra Josep Fageda (Vic, octubre de 1608 — Tortosa, 1685). Religiós jerònim, Bisbe de Girona i de Tortosa.

## Biografia
Nascut a Vic, fou batejat en la catedral el 13 d'octubre de 1608, fill de Miquel Fageda, metge, i Isabel.
Entra el 18 de juny de 1628 en el monestir de Sant Jeroni de la Murtra. Estudia filosofia, teologia i matemàtiques en la universitat de Barcelona, i després anà a Salamanca, on fou catedràtic i prior del monestir de la Mare de Déu de la Victòria. El 16 de setembre de 1653 fou elegit prior de Sant Jeroni de la Murtra, i més tard, prior del monestir de la Solana de Sigüenza, i en 1660 estava de visitador de l'orde en Castella.
El 6 d'octubre de 1660 pren possessió del bisbat de Girona, i entra a la seu el 25 de novembre. Era un home auster i intransigent, que vivia com un monjo i estava acostumat a manar i a ser obeït, i així mantingué diversos plets amb al Capítol de la catedral per defensar la jurisdicció i els drets de la dignitat episcopal. Entre 1661 i 1663 realitza una visita pastoral per la diòcesi.
En 1664 és promogut al bisbat de Tortosa. En 1666 realitza visita pastoral per la diòcesi. Entre 1671 i 1673 fou diputat eclesiàstic en les corts de València. El 17 de març de 1672 fra Fageda posa la primera pedra de la capella de la Cinta de la catedral. Assistí als concilis tarraconenses de 1664, 1670, 1678 i 1685.
Mor a Tortosa en 1685, i fou soterrat a la nau central de la catedral.